# Citroën Hypnos
La Citroën Hypnos, concept car de grand crossover développé par le constructeur automobile français Citroën présenté lors de l'édition 2008 du Mondial de l'automobile de Paris.

## Caractéristiques

### Design
Le concept Hypnos se situe dans la suite logique du design développé par Citroën depuis la C5 II. Version de type crossover ou SUV selon les termes, la carrosserie plutôt racée et de couleur contrasté grise contraste de façon saisissante avec un intérieur aux couleurs vives. Ce thème multicolore est appelé par la marque "Color Twist". Pour décrire son concept, Citroën aime à dire qu'il s'agit d'« une Mercedes CLS façon 4x4 ».
Emmanuel Rius est à l'origine du design extérieur de l'Hypnos.

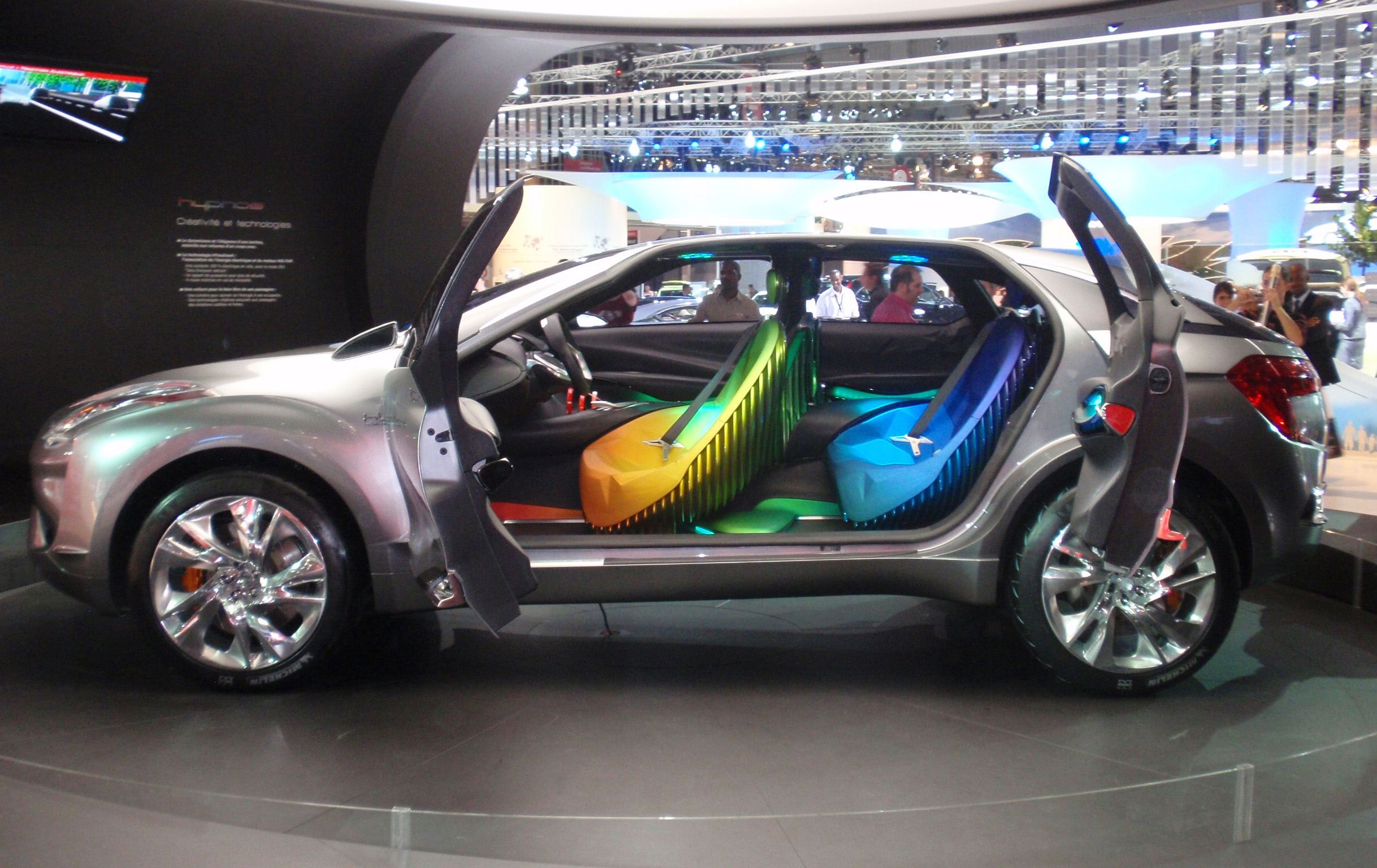
Thème "Color Twist"

Imaginé par la designer Leghanne Earley, l'intérieur entend, selon Citroën, « transcender la technologie pour la rendre plus proche et plus vivante encore. À son bord, le conducteur et ses trois passagers sont assurés de connaître une expérience sensorielle forte relevant du merveilleux, de la magie pure ». L'habitacle évolue avec le conducteur. L'ambiance de l'habitacle est déterminée par une caméra capable de « mesurer les paramètres anthropométriques » du visage du conducteur. En fonction de ses observations, « il intervient sur l'illumination de l'habitacle ainsi que sur la fragrance qui émane du parfumeur d'ambiance ».  Les sièges adoptent un agencement de type séquence ADN, en cohérence avec le thème hélicoïdal qui caractérise l'habitacle de l'Hypnos.  
La montre embarquée centrale est signée Michel Serviteur.

### Technique
Mécaniquement, l’Hypnos est tout aussi originale puisqu’elle intègre la technologie hybride-diesel HYmotion4 développée par PSA PSA, ainsi que le système Stop & Start, qui coupe et redémarre le moteur lors des arrêts du véhicule à un stop ou un feu tricolore. Son système hybride - un moteur diesel couplé à un moteur électrique - développe 250 ch, dont 50 uniquement grâce au moteur électrique, pour une consommation de 4,5 L aux 100 km et des émissions de 120 g de CO2/km.

## Galerie

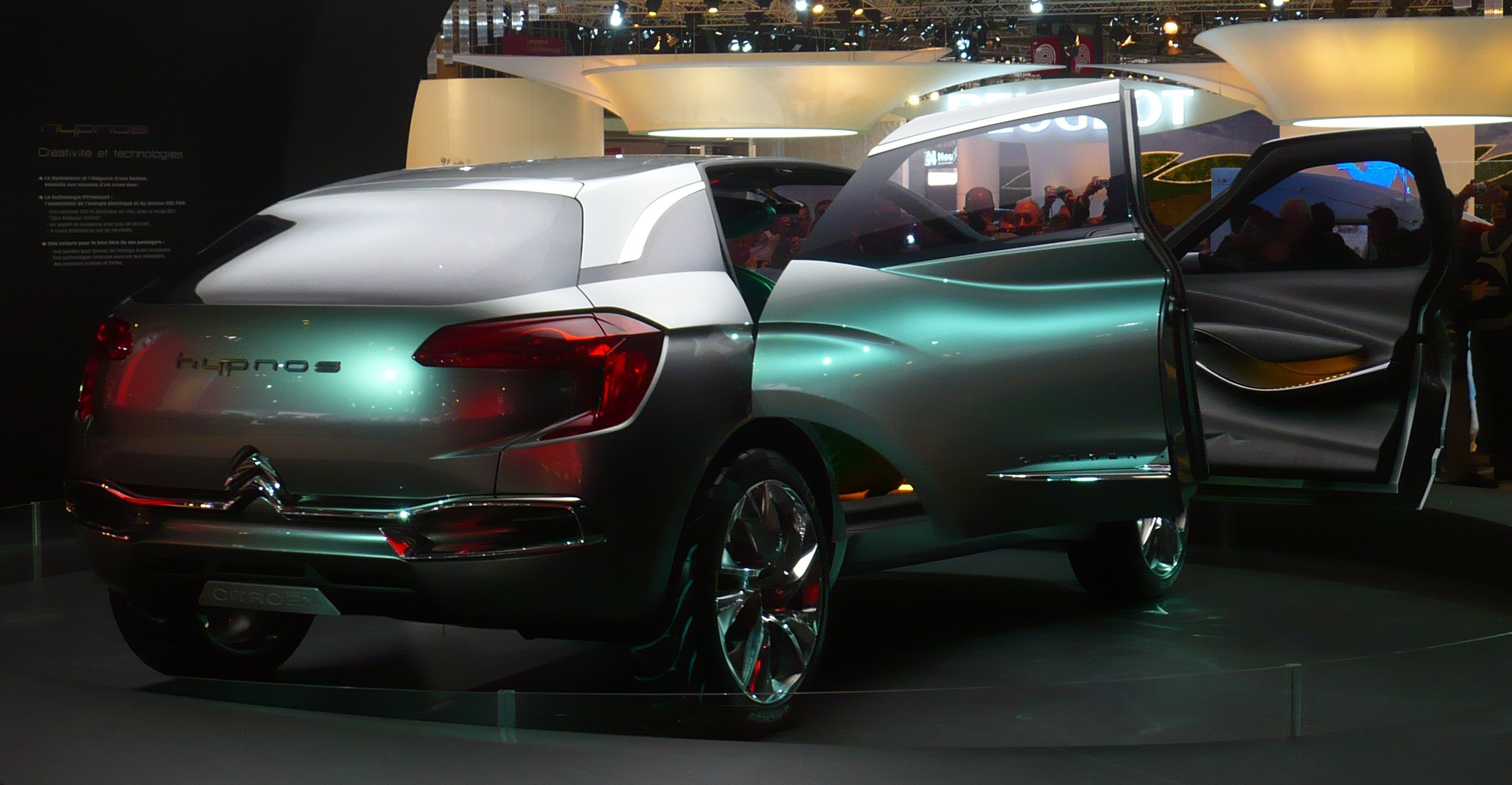
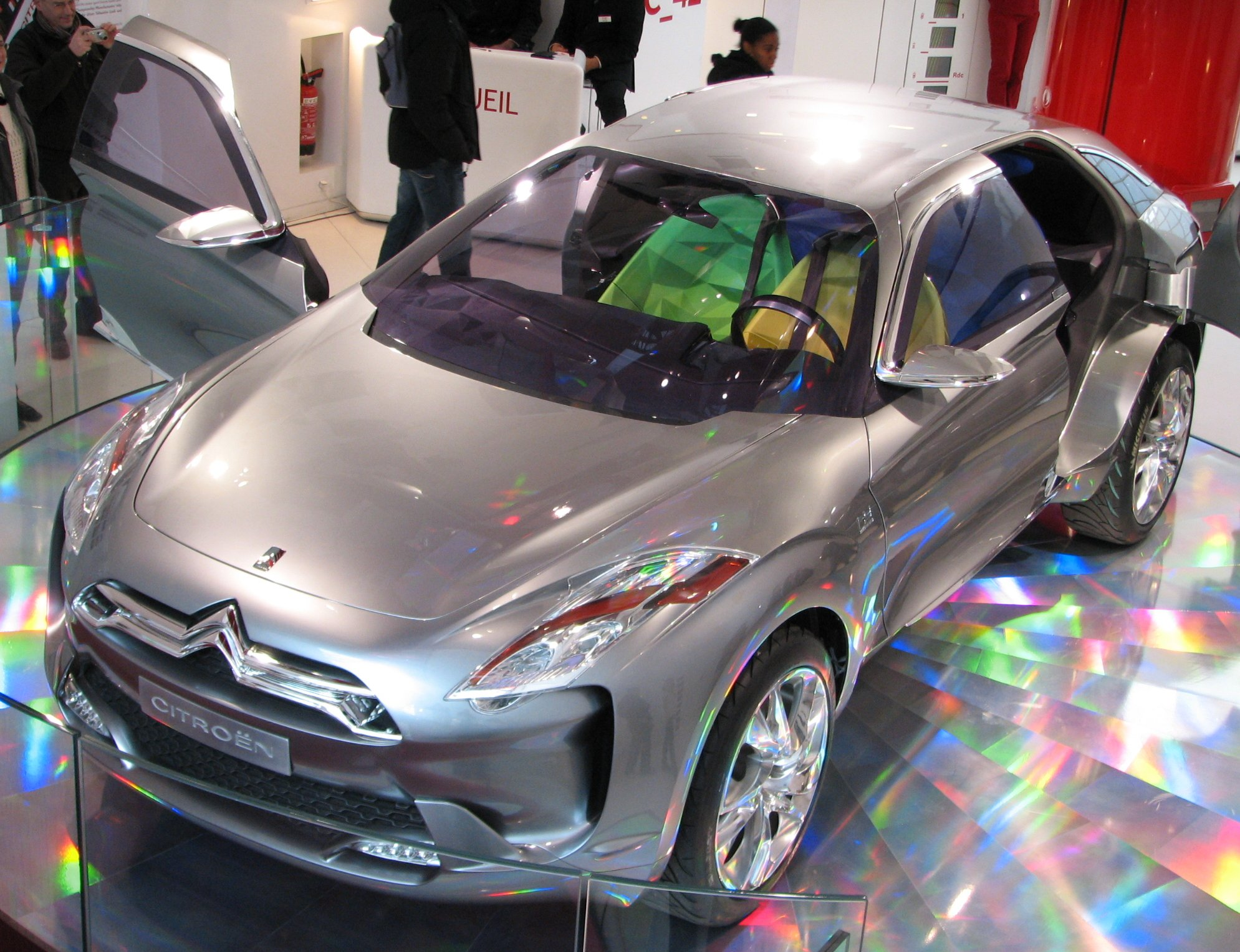